# Nanorchestes amphibius
Nanorchestes amphibius is een mijtensoort uit de familie van de Nanorchestidae. De wetenschappelijke naam van de soort is voor het eerst geldig gepubliceerd in 1890 door Topsent & Trouessart.